# Bataille de Zafar
Notes
Guerres d'Apostasie
Batailles
Bataille de Zhu Qissa - Bataille d'Abraq - Bataille de Buzakha - Bataille de Ghamra - Bataille de Naqra - Bataille de Daumat-ul-Jandal - Bataille de Dibba - Bataille d'Al-Yamama - Bataille de Nujair
La bataille de Zafar, fin octobre 632, a été un affrontement entre les forces du Califat Rachidun, dirigées par Khalid Ibn al-Walid, et les rebelles apostats sous le commandement d'Um Zhiml.
Cette confrontation a été sanglante, et a définitivement mit fin à la rébellion de toutes les tribus du nord du la péninsule arabique s'étant révoltées contre le Califat Rachidun.

## Contexte
À la suite de la bataille de Naqra, victorieuse pour le Califat Rachidun, Um Zhiml, se rebella contre le Califat Rachidun,,.
Issue de la tribu des Banu Ghatafan, sa famille n'est pas inconnu : Son père, Malik ibn Hudaifa, est un grand chef renommé des Banu Ghatafan ; sa mère, Um Qirfa, est également tenue en haute estime, elle fut capturée au combat puis tuée par le régime islamique de Médine (en) (622–632) ; son cousin germain, Uyayna ibn Hisn, fut vaincu et capturé peu de temps avant sa révolte, à la bataille de Ghamra ; Um Zhiml aussi, fut aussi à son tour capturée, puis amenée à Médine (et non tué comme sa mère), où le Prophète, Mohammed, la donnera comme esclave à sa femme, Aïcha, néanmoins Um Zhiml n'étant pas heureuse, Aïcha l'a libérée, et elle est retournée dans sa tribu.
Après le décès de ses parents, Um Zhiml a acquis progressivement une influence et un respect similaires à celui de sa mère au sein de sa tribu.
De manière exceptionnelle pour l'époque, et plus particulièrement dans la culture arabe, Um Zhiml est devenue une chef à part entière.
Elle a hérité du magnifique chameau de sa mère, et sa forte ressemblance avec celle-ci faisait que chaque fois qu'elle montait le chameau, elle évoquait la mémoire de sa mère décédée auprès de son peuple.
Um Zhiml émergea comme l'une des principales figures de l'apostasie après les affrontements de Buzakha et de Ghamra, où les figures initiales furent vaincus,,,.
De nombreux membres revanchards des tribus des Banu Hawazin et des Banu Sulaym, ainsi qu'un nombre négligeable de membres des Banu Asad (en), et des Tayy, convergèrent désormais vers Zafar, pour rejoindre l'armée d'Um Zhiml,.
Elle les réprimanda sévèrement pour leur défaite et leur désertion d'Uyayna ibn Hisn, leur respect pour cette femme fut tel, qu'ils acceptèrent son autorité sans murmurer.
Um Zhiml organisa rapidement cette assemblée hétéroclite en une armée bien structurée, devenant en quelques jours à peine une menace pour l'autorité du Califat Rachidun.
Consciente que Khalid ibn al-Walid, désormais libre, se tournerait vers elle, elle prit la décision de l'attendre à Zafar.

## Déroulement

### Pré-bataille
Khalid ibn al-Walid prit la décision, comme le pensait Um Zhiml, de mené ses troupes de Buzakha à Zafar, où son armée rencontra celle d'Um Zhiml.
Une fois de plus, Khalid ibn al-Walid a pris l'initiative de lancer l'attaque.

### Bataille
La bataille s'est avérée être un défi de taille.
Bien que Khalid ibn al-Walid ait réussi à repousser les flancs, il n'a pas pu avancer contre le centre des apostats, qui est resté ferme et résistait, c'est ici qu'Um Zhiml chevauchait un palanquin blindée au sommet du célèbre chameau de sa mère, et de cette position de commandement, elle supervisait personnellement la bataille.
Autour de son chameau se trouvaient les guerriers les plus courageux, prêts à sacrifier leur vie pour la défendre.
Khalid ibn al-Walid pris conscience que la force morale de l'ennemi reposait sur la personne d'Um Zhiml, et que tant qu'elle resterait dans son palanquin, la bataille se prolongerait, et se transformerait en un véritable bain de sang.

Il fallait donc éliminer Um Zhiml, et c'est ainsi que Khalid ibn al-Walid a dirigé un groupe de guerriers sélectionnés dans une offensive déterminée vers le chameau.
Après un combat à acharné, il réussit à atteindre l'animal, puis quelques coups d'épée plus tard, le chameau fut abattu, entraînant dans sa chute le précieux palanquin, où Um Zhiml fut immédiatement tuée.
Autour d'elle, gisaient les corps d'environ 100 de ses partisans qui s'étaient battus jusqu'au bout pour protéger leur chef.
Avec la mort d'Um Zhiml, toute résistance s'effondra et les apostats se dispersèrent dans toutes les directions.
Um Zhiml avait imposé à Khalid ibn al-Walid le combat le plus difficile depuis Tulayha ibn Khuwaylid (en) à Buzakha.

### Post-bataille
Après la bataille, Khalid ibn al-Walid accorda quelques jours de repos à ses hommes avant de les ordonner de se mettre en marche vers Butah pour affronter Malik ibn Nuwayra (en) à Butah.

## Conséquences
La première phase des Guerres d'apostasie prit fin avec la mort d'Um Zhiml,,.
Les principales tribus du nord de l'Arabie centrale qui s'étaient rebellées contre l'islam en s'alliant avec Tulayha ibn Khuwaylid (en), ou Um Zhiml, avaient maintenant été vaincues et/ou soumises ; leurs chefs étaient soit morts, soit capturés, soit chassés.
Aucun autre chef rebelle ne se révolta dans cette région par la suite,.